# Jessy Druyts
Jessy Druyts (Wilrijk, Anvers, 22 de gener de 1994) és una ciclista belga professional des del 2011. Actualment milita a l'equip Sport Vlaanderen-Guill D'Or.
El seus germans Gerry, Kelly, Demmy i Lenny també es dediquen professionalment al ciclisme.